# Ventriculografía isotópica (MUGA)
La ventriculografía isotópica (MUGA) es un estudio realizado al corazón. Se utiliza un radioisótopo que muestra la acumulación de la sangre en el corazón durante el reposo. Además muestra cómo el corazón está bombeando la sangre: si lo hace de manera correcta o tiene que esforzarse para bombearla, con el fin de compensar alguna arteria obstruida. También es muy útil para determinar la "fracción de eyección". En inglés, el estudio se denomina multi-unit gated analysis o MUGA.